# 4917 Yurilvovia
4917 Yurilvovia è un asteroide della fascia principale. Scoperto nel 1973, presenta un'orbita caratterizzata da un semiasse maggiore pari a 2,7403914 UA e da un'eccentricità di 0,1105573, inclinata di 3,70417° rispetto all'eclittica.